# Tadeusz Chmielewski
Tadeusz Chemielewski (Tomaszów Mazowiecki, Voivodat de Łódź, 7 de juny de 1927 - Varsòvia, voivodat de Masòvia, 4 de desembre de 2016) va ser un director, guionista i productor de cinema polonès.

## Biografia
Fill d'un policia, durant la Segona Guerra Mundial es va unir a l'Armia Krajowa i fou cap de partisans. El 1954 es va diplomar a l'Escola Nacional de Cinema de Łódź i va començar com a ajudant de direcció, entre d'altres per a la pel·lícula Podhale w ogniu (1955) de Jan Batory. El seu primer llargmetratge Ewa chce spać va obtenir la Conquilla d'Or al Festival Internacional de Cinema de Sant Sebastià 1958 i l'Astor d'or a la millor pel·lícula al Festival de Mar del Plata el 1959. Va guanyar fama amb la seva comèdia Jak rozpętałem drugą wojnę światową (1970) considerada pel·lícula de culte a Polònia. Membre de l'Associació de cineastes polonesos, n'esdevingué vicepresident el 1983-1987. Des de 1984 ha estat al capdavant del Zespół Filmowy Oko. La seva pel·lícula Wierna rzeka adaptada del conte homònim (1912) de Stefan Żeromski que fou guardonada amb el Lleó d'argent a la direcció al 12è Festival de Cinema Polonès de Gdynia (1987).
Ciutadà d'honor de la vila de Tomaszów Mazowiecki des de 2005, va rebre la medalla d'argent Gloria Artis en 2010. En 2011, en la cerimònia dels Orły va rebre el trofeu especial per la seva contribució al cinema nacional.
Va morir el 4 de desembre de 2016 i fou enterrat al cementiri militar de Powązki.

## Filmografia
- 1955: Podhale w ogniu – assistent del director
- 1956: Tajemnica dzikiego szybu – assistent del director
- 1957: Ewa chce spać – director, guionista
- 1958: Dwoje z wiernej rzeki – ajudant de direcció
- 1960: Walet pikowy – director, guionista
- 1961: Dwaj panowie N – director, guionista
- 1963: Gdzie jest generał... – director, guionista
- 1966: Pieczone gołąbki – director, guionista
- 1969: Jak rozpętałem drugą wojnę światową – director, guionista
- 1971: Nie lubię poniedziałku – director, guionista,
- 1974: Pełnia nad głowami – guionista
- 1974: Wiosna panie sierżancie – director, guionista
- 1978: Wśród nocnej ciszy – director, guionista
- 1981: Książę – direcció artística
- 1983: Wierna rzeka – director, guionista
- 1984: Trzy stopy nad ziemią –
- 1986: Inna wyspa – direcció artística
- 1986: Nikt nie jest winien – direcció artística
- 1992: Smacznego, telewizorku – productor
- 1996: Ucieczka – productor
- 1998: U Pana Boga za piecem – guionista (amb el pseudònim „Zofia Miller”)
- 2000: Król sokołów – coproductor
- 2000: To ja, złodziej – coproductor
- 2003: Show – productor